# BinHex
BinHex es el nombre de un alfabeto de caracteres que proviene del nombre dado al algoritmo de conversión de «binario a hexadecimal», (en inglés Binary to Hexadecimal conversion) y que usa caracteres ASCII de 7 bits.

## Algoritmo BinHex
El BinHex es un algoritmo de codificación que transforma código binario en texto, sirve pues para convertir ficheros binarios en ficheros con caracteres ASCII de 7 bits. Estos caracteres ASCII son buenos candidatos para ser enviados por correo electrónico a otro equipo, el archivo una vez recibido, se vuelve a convertir en el fichero binario original.
Esta codificación es particularmente popular entre los usuarios del ordenador Macintosh. El algoritmo BinHex no aplica ningún tipo de compresión, motivo por el cual un archivo codificado con este método puede ser mucho más grande que el original, de modo que la codificación BinHex es en general, sometida a una compresión adicional mediante una utilidad externa como Stuffit que es equipamiento de serie en los del ordenadores Macintosh.